# Пісістрат
Пісістра́т (грец. Πεισίστρατος; VI ст. до н. е. — 527 або 528 до н. е.) — афінський тиран, правив з 561 по 527 рік до н. е. (з перервами).

## Біографія
Син Гіппократа, народився в Афінах близько 602 року до н. е. Він був представником знатної родини, що зводила своє походження до іммігрантів з царського роду Нелеїдів, що втекли з Пілоса в Аттику під час дорійського вторгнення. Старший син царя Нестора, Пісістрат, і вважався далеким предком афінського тирана.
В молоді роки відзначився як полководець у війні з містом Мегари. У 560 р., спираючись на діакріїв (жителів гірських районів Аттики), здійснив в Афінах державний переворот і встановив режим одноособового правління — тиранію, яка з перервами тривала до самої його смерті.

## Тиранія Пісістрата
Перша тиранія Пісістрата (560—555 рр.) тривала п'ять років. У 555 р. він був повалений своїми політичними противниками: Лікургом, вождем (жителів аттичних рівнин) і Мегаклом, вождем параліїв (жителів узбережжя). Лікург і Мегакл змусили його вийти з Афін. Перебуваючи у вигнанні, Пісістрат навербував наймане військо і в 550 р. знову захопив владу в Афінах.
Друга тиранія Пісістрата (550—549 рр.) була нетривалою. Після вторинної відмови від влади він протягом десяти років був відсутній в Афінах. У 538 р., заручившись підтримкою Лигдама, тирана з острова Наксос, Пісістрат знову напав на Афіни і в третій раз захопив владу. Третя його тиранія тривала одинадцять років.
У роки свого правління Пісістрат залишив недоторканими закони Солона, правда, на вищі державні посади він призначав своїх прихильників. У 532 році до н. е. його квадрига виграла Олімпійські ігри.

## Громадська діяльність
Проводив політику в інтересах селянства і торгово-ремісничих верств демосу, проти родової знаті. Роздавав сільській бідноті землі, конфісковані у евпатридів, організував державний кредит на пільгових умовах. Велике громадське будівництво за Пісістрата забезпечувало роботою бідноту. Були встановлені державні допомоги інвалідам війни.
При ньому в Афінах був введений ряд нових культів і свят. Він прагнув зробити Афіни великим релігійним центром, що викликало ворожість Дельф.
Наділив селян ділянками з конфіскованих земель аристократії не тільки в Аттиці, але і на Саламіні, на Лемносі й в інших володіннях Афін, причому він вжив заходів до того, щоб земля знову не зосереджувалась у руках багачів. Він щедро видає селянам із казенних сум позички і кошти на покупку худоби, інвентарю і знарядь, потрібних для господарства і на необхідні витрати.
Завдяки розширенню розробок Лаврійських рудників і захоплених Пісістратом срібних та золотих Пангейських рудників розпочата чеканка державної монети — тетрадрахми Пісістрата. За правління Пісістрата було створене й наймане військо. Незважаючи на широке коло державних нововведень, зберігалася конституція Солона, щоправда посадовці були замінені прихильниками Пісістрата.

## Культура
Пісістрат, як і багато інших тиранів, протегував мистецтву та культурі. Він наказав ретельно записати творіння Гомера, які до нього існували лише в усній формі. Також Пісістрат затіяв першу грандіозну будівельну програму в Афінах. Вулиці міста були прикрашені статуями і фонтанами. На Акрополі було розпочато будову першого Парфенона (саме цей храм згодом був зруйнований персами), а, також, було розпочато будівництво Храму Зевса Олімпійського
У часи Пісістрата вперше були зроблені театральні постановки; поет Фесп набрався сміливості і написав для свята на честь бога Діоніса уривки, в яких хор вступав лише іноді, а окремі персонажі співали і танцювали по одному. За наказом Пісістрата було споруджено перший дерев'яний театр на південному схилі Акрополя.
В період його правління Афіни перетворилися на культурний центр Греції: споруджені храми Афіни Паллади та Аполлона Піфійского на Акрополі, Деметри — в Елефсіні, побудовані Новий ринок, водопровід-еннеакрунос (служив аж до 18 ст.), продовжувалося будівництво гавані Пірей.

## Зовнішня політика
Спираючись на багатство Афін, приступив до проведення активної зовнішньої політики, метою якої було поширення впливу афінського поліса у всій Греції. У 565 р. до н. е. приєднав до Афін острів Саламін і тимчасово окупував Нісею, домігшись повалення у Мегарах демократії і встановлення «поміркованої» олігархії. Одразу після повернення до влади організував військову експедицію до Наксоса, де була встановлена тиранія союзника Пісістрата — Лігдаміса. Захопив Сігей на азійському березі Геллеспонта, де утвердив при владі свого побічного сина Гегесістрата (від аргоської аристократки Тимонасси).